# James Forbes (artiste)
Pour les articles homonymes, voir Forbes (homonymie).
Œuvres principales
Mémoires d'Orient (en 4 volumes)
James Forbes né le 19 mai 1749 à Londres, et mort le 1er août 1819 à Aix-la-Chapelle est un artiste, aquarelliste et écrivain britannique dont le travail concerne en grande partie la culture, la faune, la flore, et l'architecture de l'Inde du nord.

## Biographie

### Enfance
James Forbes naît en 1749 à Londres. Par ses parents, Timothy Forbes et Elizabeth (Crow) Forbes, il est un des descendants des Comtes de Granard, famille écossaise établie en Irlande sous Charles II d'Angleterre. Cependant, le travail généalogique mené par les auteurs de "House of Forbes" (1935), n'a pas permis de retrouver l'affiliation immédiate avec ces ancêtres.
Il est formé à Hadley, près de Londres, par le révérend David Garrow, dont il fait mention en reconnaissance dans ses Mémoires. Il a été formé en histoire ancienne et moderne, en littérature anglaise, ce qui lui a permis d'acquérir beaucoup de savoir.

### Écrivain de la Compagnie britannique des Indes orientales (1765 à 1784)
A l'âge de 16 ans, il devient écrivain de la Compagnie britannique des Indes orientales, raison pour laquelle il séjourne en Inde durant dix-neuf ans, de 1765 à 1784. Il décrit ses observations par des écrits et des dessins représentant aussi bien la faune, la flore, les paysages, l'architecture, les personnes qu'il côtoie durant son séjour.
En 1775, il réside à Bombay lorsqu'il devient le secrétaire personnel du Lieutenant Colonel Thomas Keating, ingénieur et « commandant of the artillery ». Il l'accompagne lors d'une expédition pour assister Raghunathrao Bhat (aussi connu sous le nom de Reghoba), 10e peshwa de l'Empire marathe, qui était alors en phase d'être renversé par Nana Phadnavis et qui demande donc assistance à l'armée britannique. Reghoba et la Compagnie britannique des Indes orientales signent le Traité de Surat (Treaty of Surat) en 1777, dans lequel l'armée s'engage à l'aider à retrouver sa position de peshwa . Mais, du fait de l'échec de l'action militaire britannique, cette période marque le début de la première des trois guerres anglo-marathe, qui confronte l'Empire marathe et la compagnie britannique des Indes orientales.
James Forbes occupe alors un autre poste, à Bharuch dans l'état du Gujerat. En 1780, il devient collector et résident de Dubhoy. En 1781, il visite le Taj Mahal, et devient le premier Européen à le dessiner. 
Cependant, en 1782, la Compagnie des Indes orientales et des représentants de l'empire Maratha signent le traité de Salbai en vertu duquel ce district et d'autres régions sont cédés aux Mahrattas, et en 1784, James quitte l'Inde pour rejoindre l'Angleterre alors qu'il à 35 ans.
Il a vécu quatre ans chez les Brahmanes en Hindoustan, ce qui lui a permis de se fondre d'autant dans la culture indienne. Il était très généreux envers la caste des intouchables, pour preuve une lettre adressée à lui par les habitants de Dhuboy en quittant le gouvernement de cette ville (* Voir p. 34 * 5, vol. II. de Oriental memoirs.)
Avec beaucoup de talent pour le dessin, et un grand désir d'explorer des climats étrangers, il a voyagé au cours d'une période de près de vingt ans dans les différentes parties de l'Asie, l'Afrique et l'Amérique, à étudier les mœurs et les coutumes des habitants.
« He added the costume of the natives ; and coloured drawings of the birds fish, insects, fruits, flowers, and vegetables found in such an infinite variety in those distant climes. »
— Sylvanus Urban, Gentleman's Magazine and Historical Chronicle, Partie 2 (p179-180)

### Installation en Angleterre
Il a achète une propriété à Londres situé Albemarle Street, puis se marie en 1788 près de Harrow avec Rose Gaylard, fille de Joseph Gaylard de Stanmore. Ils vivent alternativement entre leur résidence londonienne et leur manoir à Stanmore hill. 

En Angleterre, il est resté généreux envers les miséreux (comme il l'était déjà en Inde). 
« The fatherless and the widow were the peculiar objects of his tender solicitude: indeed all the unhappy; for his heart was ever open to soothe the sorrows of suffering humanity, as his purse to relieve its wants. I trust I shall be excused for dwelling on the portrait of an honoured, and revered, and beloved parent: its features are rare as they are beautiful. »
Après son mariage, il voyage en 1796 avec sa famille (sa femme et sa fille) en Italie, Suisse, et Allemagne.
« he left England [...] to explore the classical scenes of Italy, the romantic regions of Switzerland and the extensive tracts of Germany »
— Sylvanus Urban, Gentleman's Magazine and Historical Chronicle, Partie 2 (p180)
Gentleman’s Magazine" (Number 126, July – December 1819) noted his passing and reported that “His piety was most distinguished – his virtue most active – his charity unbounded…”

### Captivité à Verdun (1803 - 1804)
En 1802, durant la paix d'Amiens, qui marque la fin des hostilités entre la France et la Grande-Bretagne, James, Rose et leur fille Élise Rosée voyagent tous les trois en France. Cependant, en mai 1803, la Grande-Bretagne déclare à la guerre à la France en raison des agressions napoléoniennes en Europe. La même année, James peint Bonaparte et Joséphine devant la façade de Malmaison, côté jardin (peinture qui est maintenant au Grand Palais).
Il accompagne ensuite sa famille en Hollande et en Belgique.
Étant à cette époque incapables de rentrer en France pendant la courte paix de 1803, ils se dirigent vers la France par la Hollande. Puis, sans être au courant de l'ouverture des hostilités entre l'Angleterre et la France, ils se rendent à Paris. Arrivés en France — le lendemain du jour où tous les Anglais en France ont été faits prisonniers —, ils sont arrêtés comme leurs compatriotes. Ils ont partagé leur sort et ont été envoyés à Verdun où ils ont été détenus jusqu'en juillet 1804, quand ils ont été libérés par Bonaparte, à la sollicitation de l'Institut national : il est libéré (avec sa famille) comme membre de la Royal Society, grâce à l'intervention de Sir Joseph Banks, président de la Royal Society. 
Ayant obtenu leur liberté, ils sont autorisés à retourner en Angleterre en juillet 1804, et le retour s'effectue le 25 juillet 1804 (de Morlaix à Dartmouth).

### Retour à Londres et publication d'ouvrages
En 1806, de retour à Londres, il publie ses lettres dans un ouvrage intitulé Letters from France, qui fait le récit de sa captivité à travers la correspondance qu'il avait rédigées à Verdun. Entre 1812 et 1813, il fait publier son ouvrage Mémoires d'Orient, principalement basé sur ses notes et croquis, dont le premier volume est publié en 1812. Cet ouvrage reste aujourd'hui un important témoignage de la culture, de la faune et de la flore de l'Inde du nord durant cette période. Les quatre volumes originaux sont conservés au St Mary's College (Birmingham).
Il donne une copie de ses ouvrages à l'Institut Royal de Paris, en remerciement de lui avoir donné l'autorisation de retourner en Angleterre pour terminer ses volumes.
La fille unique de James et Rose, Élise Rosée Forbes, épouse Marc-René de Montalembert, d'une famille poitevine émigré en Angleterre après la révolution française. De cette union nait le fils ainé, Charles de Montalembert en 1810, qui vit ses premières années à Londres chez son grand-père car les deux parents sont occupés par des fonctions d'ambassadeur dans différents pays européens. Il transmet beaucoup de savoirs à son petit-fils Charles, qui apprend durant ses dix premières années grec, latin, anglais, allemand, italien, suédois, polonais, et espagnol. Les quarante-deux volumes de l'ouvrage Oriental memoirs forment un recueil qui s'ouvre par une dédicace, destinée à son petit fils, car il a enrichi et rédigé les descriptions pendant les années passées à s'occuper de son éducation alors même que le comte et la comtesse de Montalembert lui en avaient confié la garde.
En 1816, après les événements de Waterloo, il accompagne sa famille à Paris, où il reste deux ans.
Il quitte de nouveau l'Angleterre en juin 1819 en compagnie de son petit-fils, avec l'intention de rendre visite à sa fille à Stuttgart qui y réside car le comte de Montalembert y est alors ambassadeur de la France. Cependant, il est saisi de la maladie mortelle à Aix-la-Chapelle en Allemagne.
Il meurt, dans les bras de sa fille et ses enfants, le 1er août 1819 à Aix-la-Chapelle à l'âge de soixante-dix ans.

## Œuvres

### «Oriental memoirs»
Il y a deux éditions du livre. Une première édition à l'initiative de James Forbes lui-même, avec quatre volumes édités entre 1812 et 1814. Puis, après son décès, à l'initiative de sa fille Elise Rosée qui retourne en Angleterre à la mort de son époux et fait publier un abrégé de "Oriental Memoirs" en 1834, qui contient vingt-quatre images, en deux volumes. 
Oriental memoirs selected and abridged from a series of familiar letters written during seventeen years residence in India, including observations on part of Africa and South America, and a narrative of occurences in four India voyages, Londres, T. Bensley ; White, Cochrane and C°, 1813 (BNF 30448882)
- Oriental memoirs, vol. 1, Londres, T. Bensley, 1813 (lire en ligne)
- Oriental memoirs, vol. 2, Londres, T. Bensley, 1834 (lire en ligne)
- Oriental memoirs, vol. 3, Londres, T. Bensley, 1834 (lire en ligne)
- Oriental memoirs, vol. 4, Londres, T. Bensley, 1813 (lire en ligne)

### «Letters from France»
Letters from France, written in the years 1803 and 1804 : including a particular account of Verdun, and the situation of the British captives in that city, Londres, J. White, 1806 (BNF 30448881, lire en ligne)

### Illustrations réalisées en Inde de 1765 à 1784

#### Faune et flore

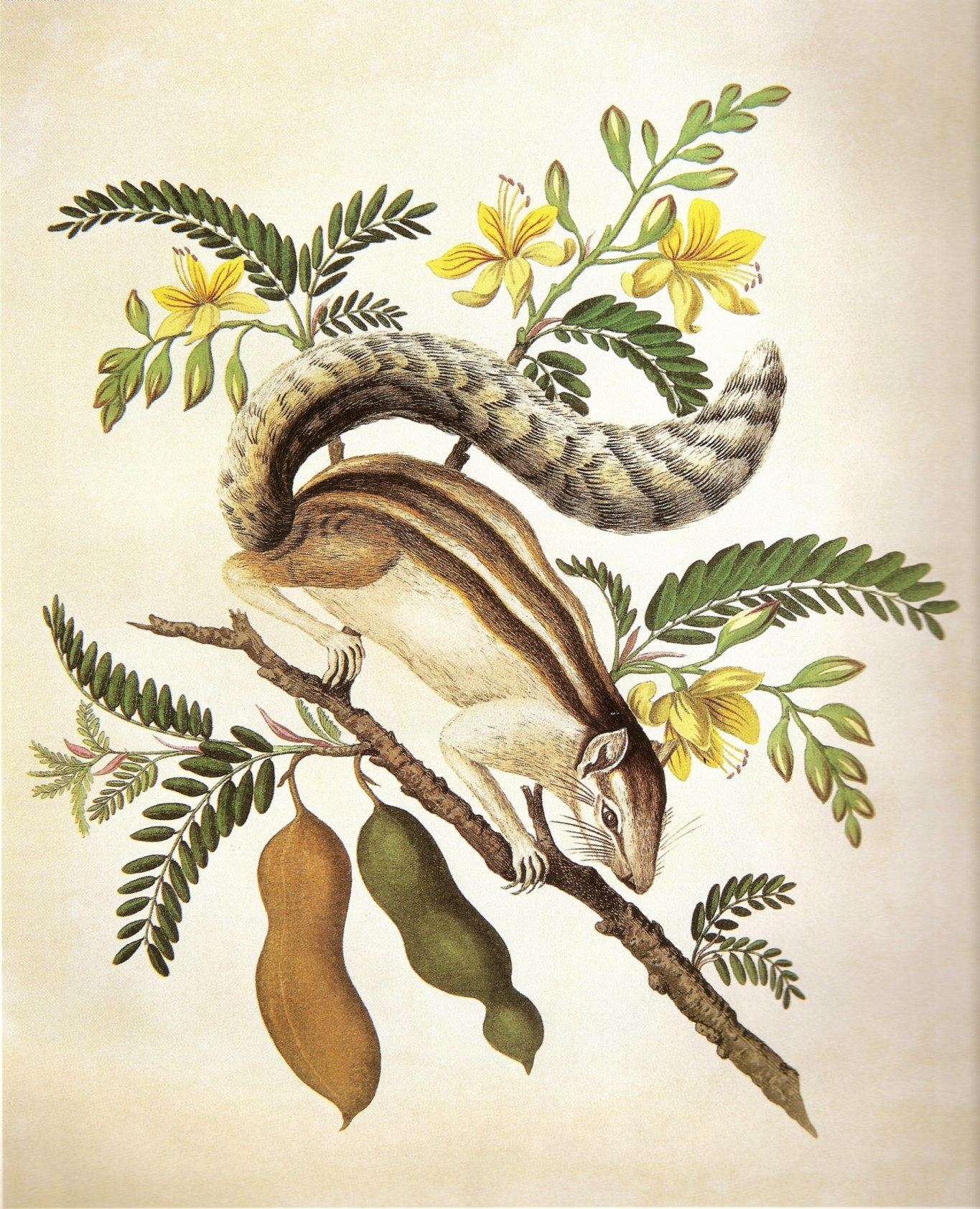
écureuil et tamarin
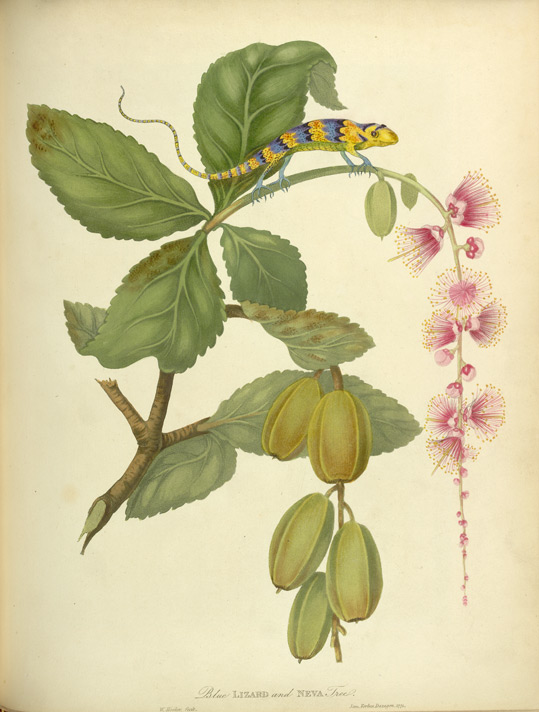
Blue Lizard and Neva tree
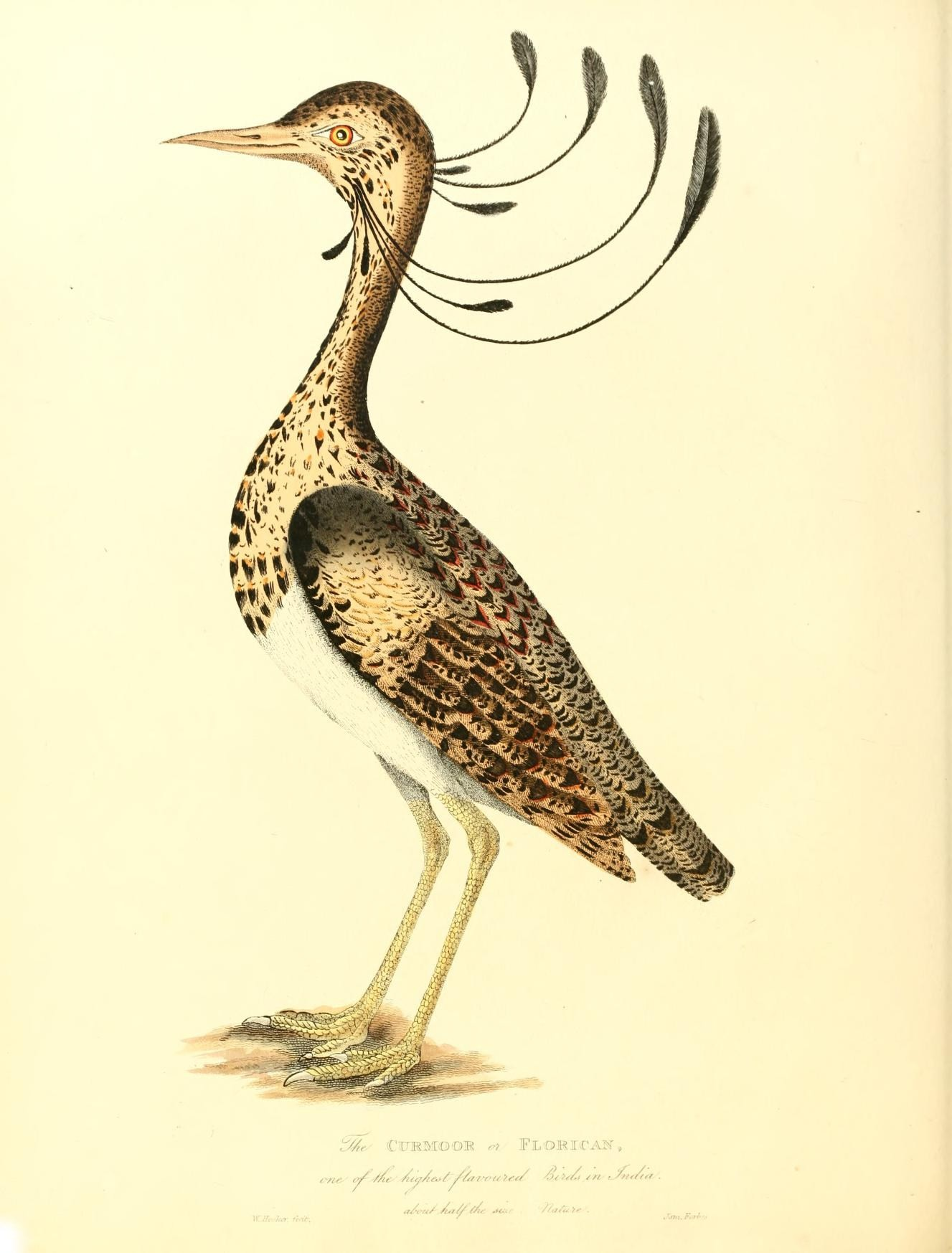
the curmor or florican
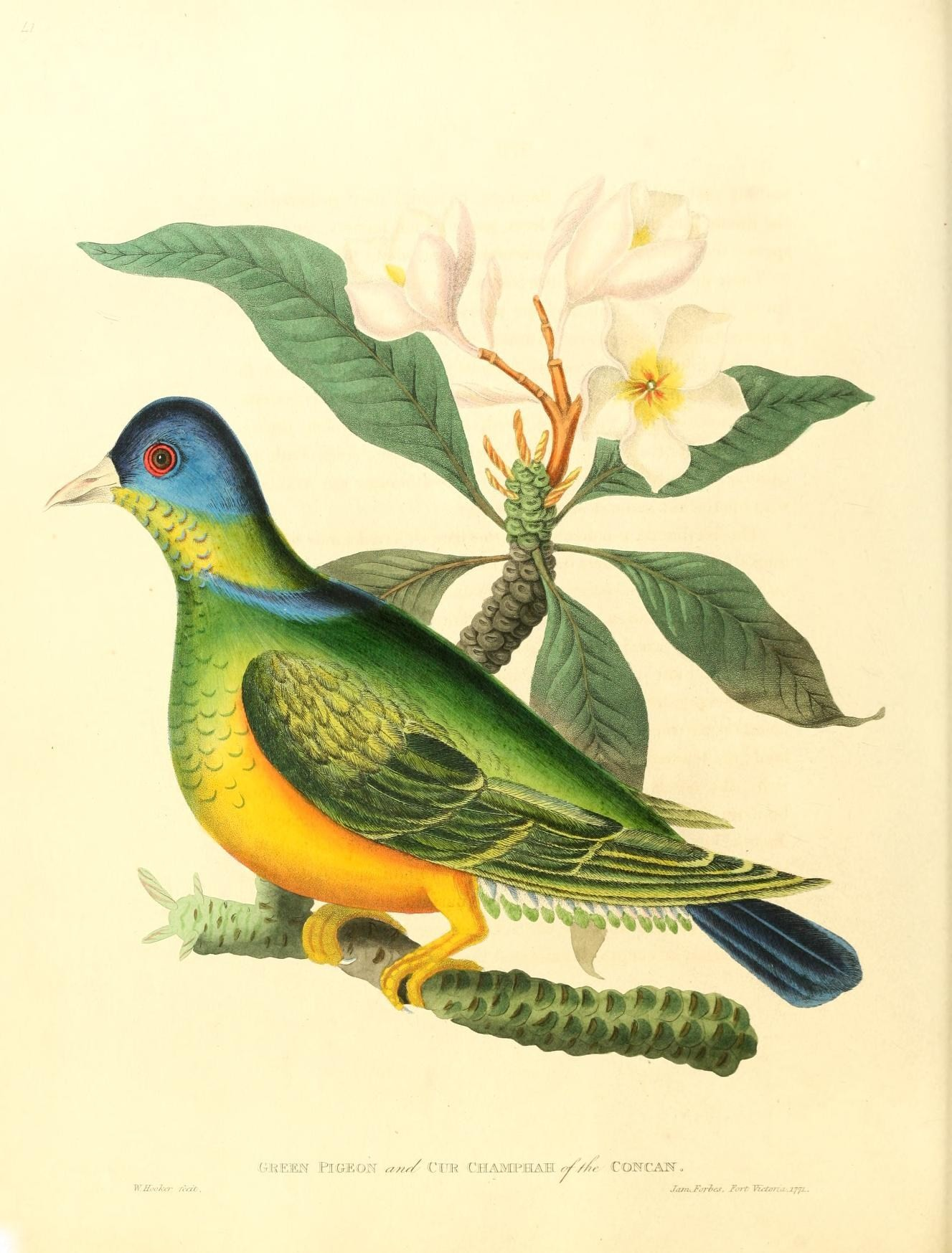
green pigeon and cur champhah of the concan

#### Paysages

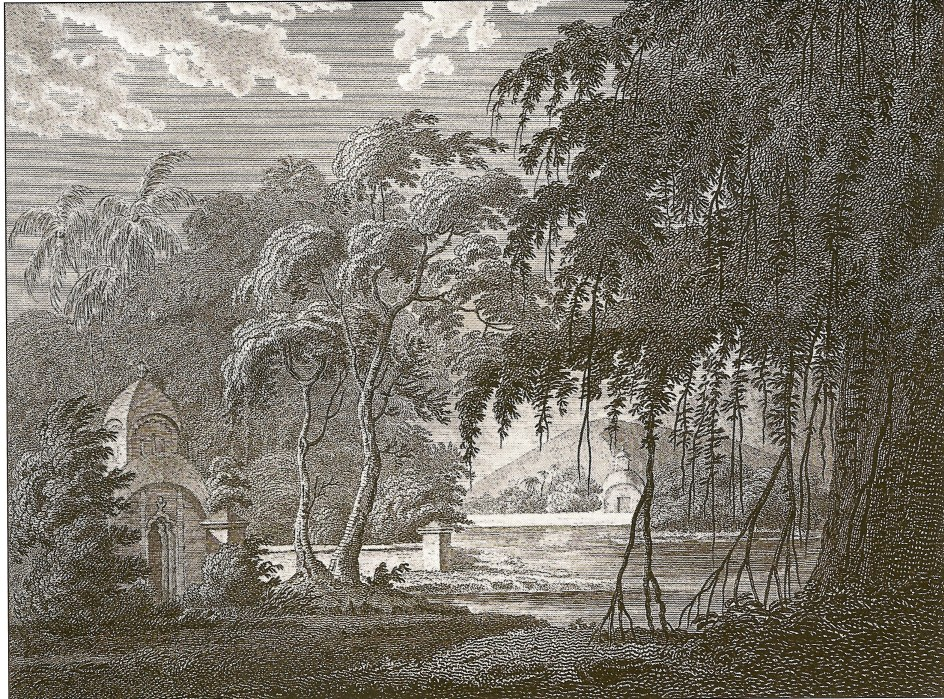
The Sacred Hindoo Grove near Chandod
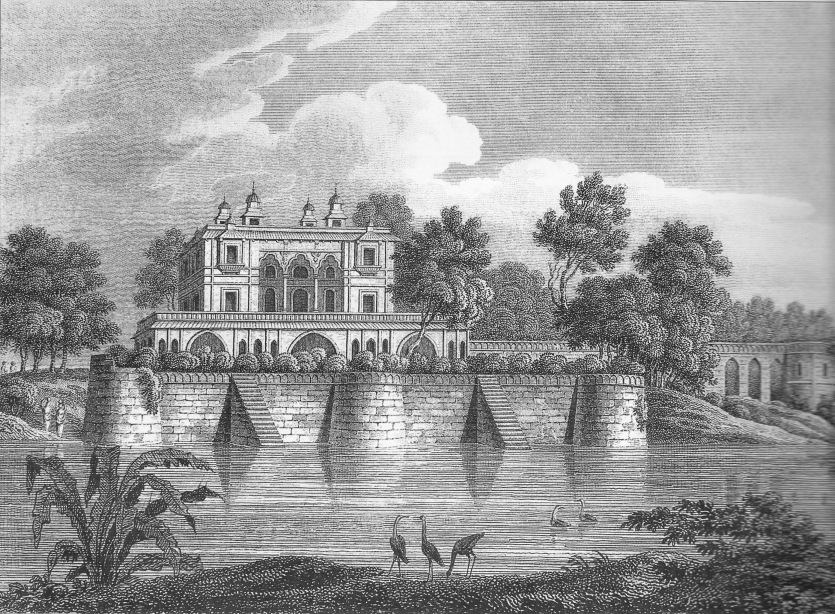
Palais d'été construit par l'empereur Shah Jehan

#### Personnages et traditions religieuses

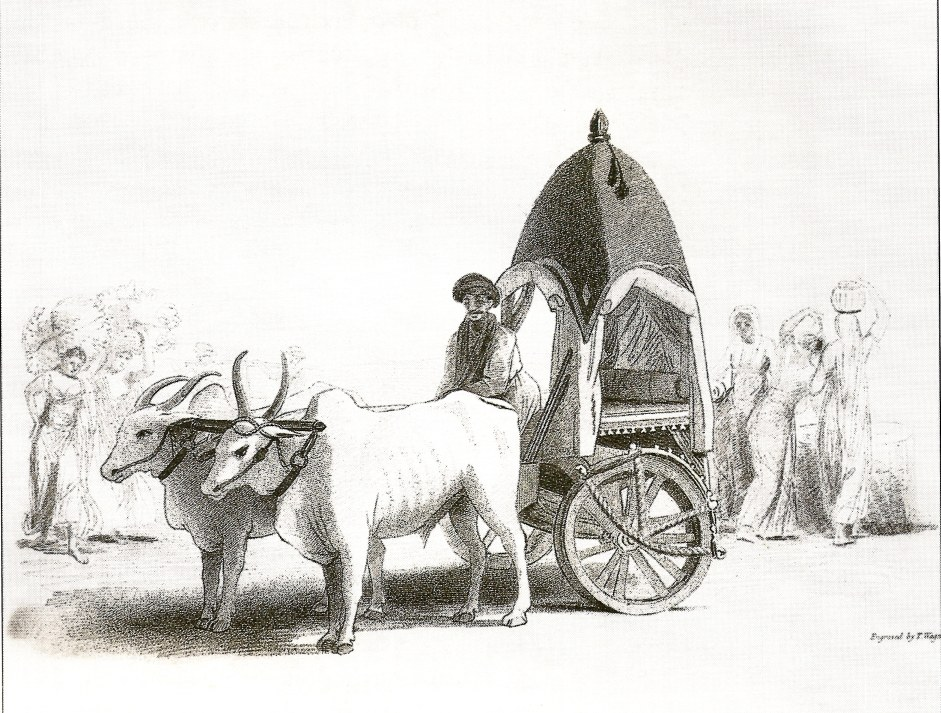
An Indian Hackaree conduit par des Zébu du Gujarat
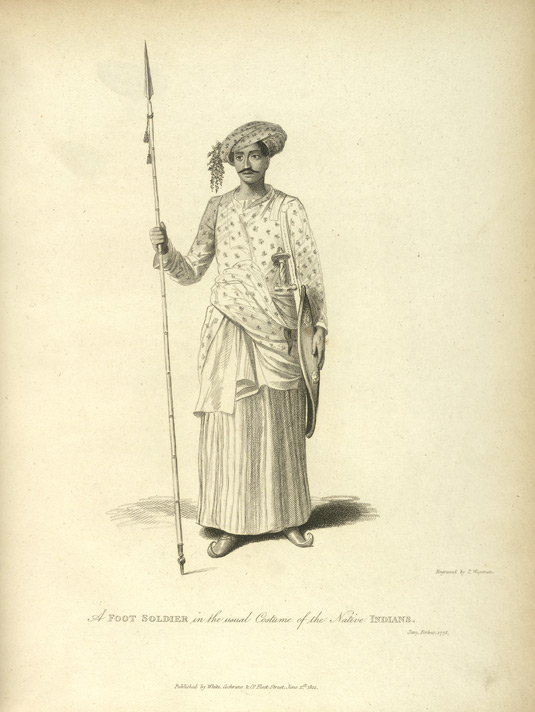
soldat de l'Empire marathe
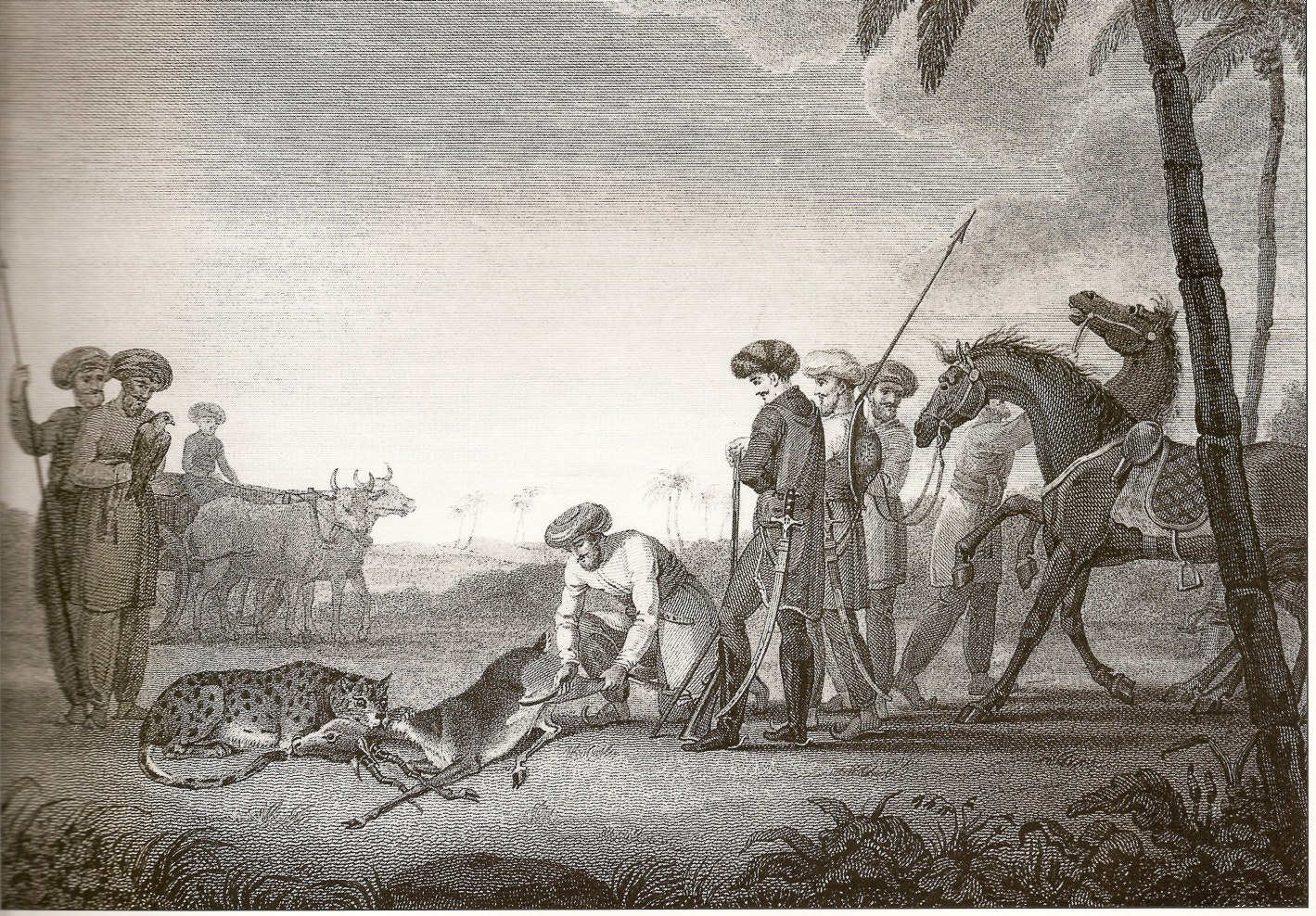
Hunting of Blackbuck with Cheetah
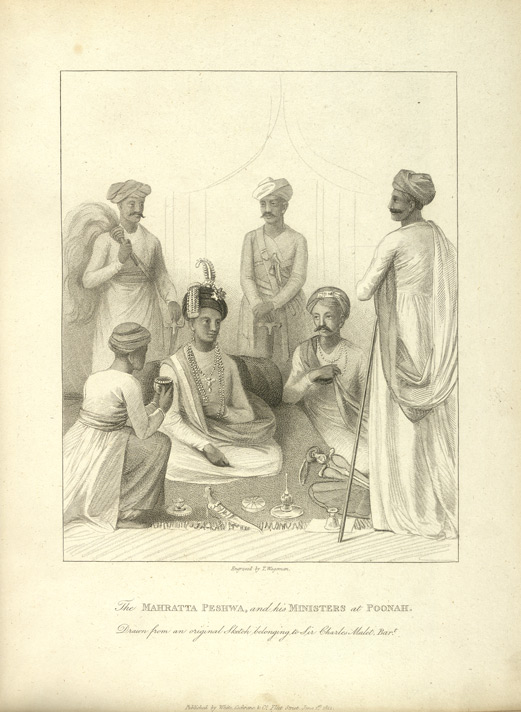
The Mahratta Peshwa, and his ministers at Poonah
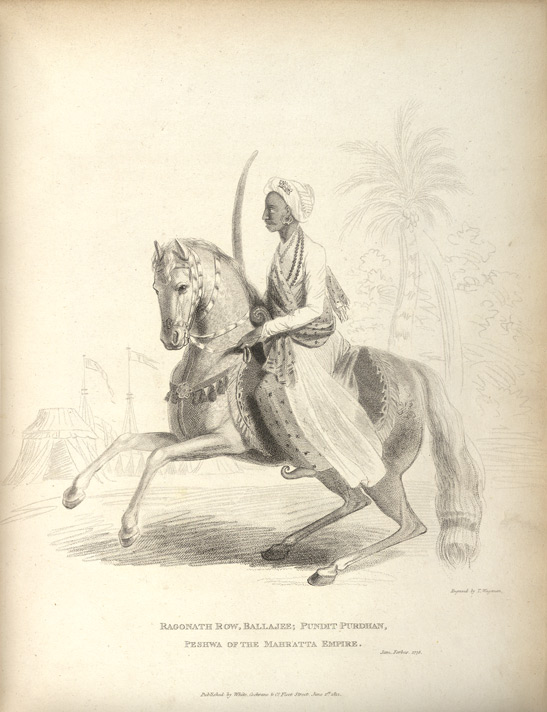
Ragonath Row Ballajee; Pundit Purdhan, Peshwa of the Mahratta Empire
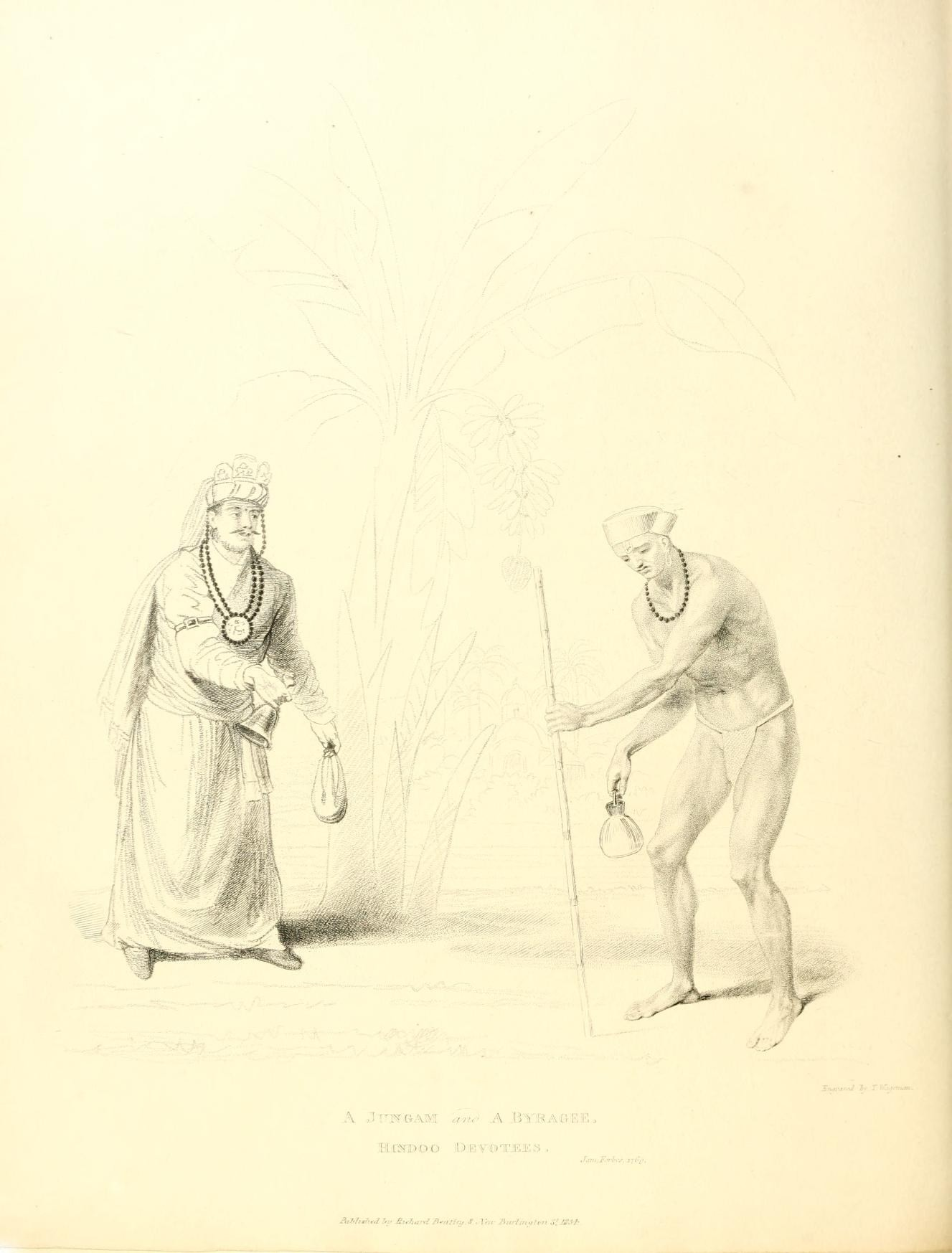
dévotions hindoues

### Dessins réalisés en France (1803 - 1857)
- Bonaparte et Joséphine devant la façade de Malmaison, côté jardin (peinture - Notice 50160000410 - N° Inventaire : M.M.69.5.2), Rueil-Malmaison, châteaux de Malmaison et Bois-Préau ; RMN-Grand Palais, 1803 (présentation en ligne, lire en ligne)
- A view of Château-Thierry (Sur la Marne, on approaching it, from Paris) (peinture - Notice 07840001155 - N° Inventaire : 69.8.1), Château-Thierry, musée Jean de La Fontaine, 1817 (présentation en ligne)
- View of Mâcon , on the Banks of the Saone (peinture - Notice 01720000722 - N° Inventaire : 13148), Mâcon, musée des Ursulines musée Lamartine, 1857 (présentation en ligne)